# تریکس و روبرت هاوسمان

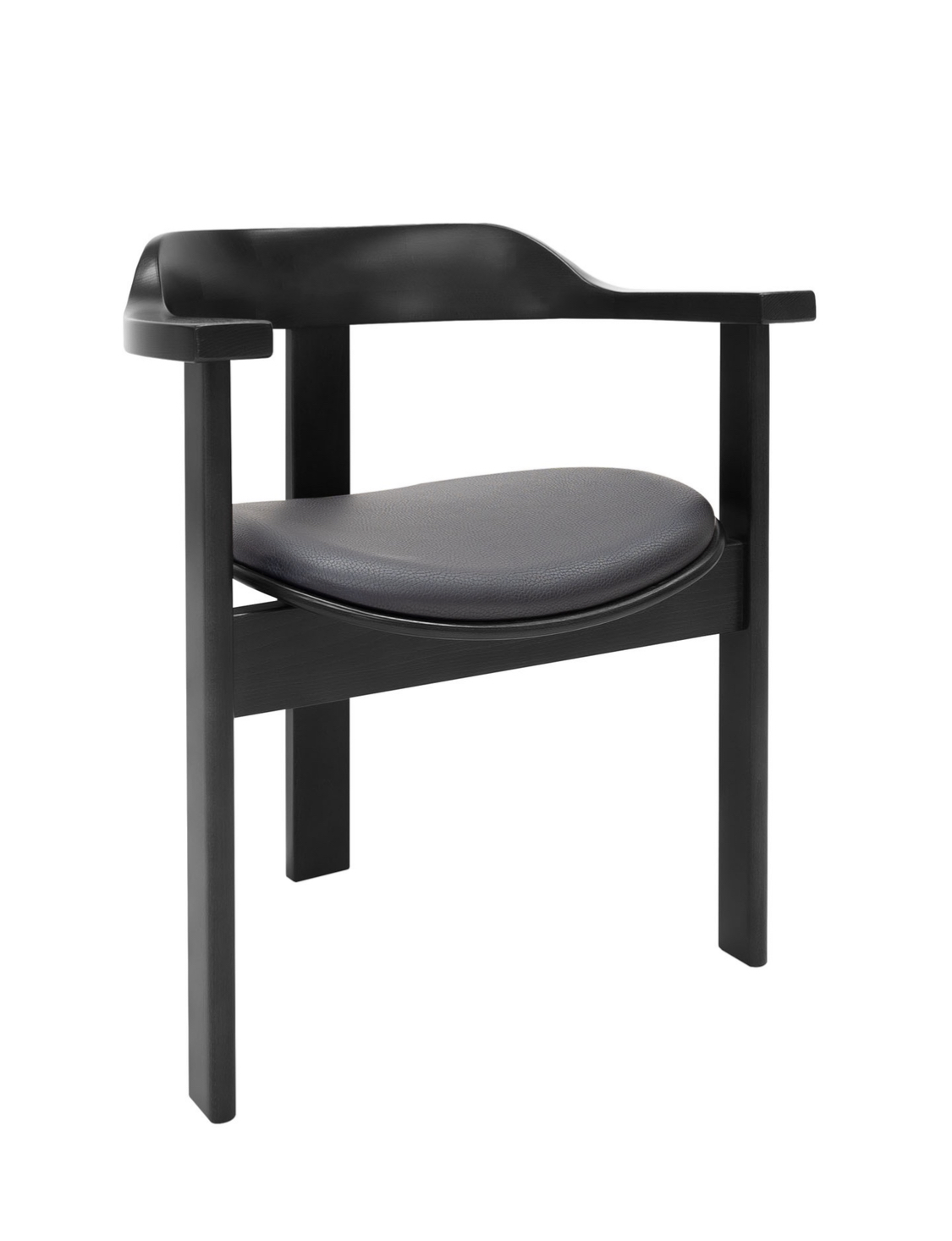
صندلی اکسپو، توسط: تریکس و روبرت هاوسمان، ۱۹۶۴ میلادی، برای دیتیکر

تریکس و روبرت هاوسمان (به آلمانی: Trix & Robert Haussmann) دو معمار و طراح مستقر در زوریخ، سوئیس هستند. آن‌ها با هم، مؤسسۀ طراحی عمومی (آلگماینه انتوورفس‌آنشتالت) را در سال ۱۹۶۷ میلادی تأسیس کردند.

## پیشینه و تأثیرات
هر دو معمار ریشه‌ای قوی در معماری مدرن دارند. رابرت هاوسمان (۱۹۳۱) زیر نظر گریت ریتفلد در آمستردام و بعداً در زوریخ نزد طراح سوئیسی ویلی گول و یوهانس ایتن عضو باوهاوس تحصیل کرد. او تا سال ۱۹۹۶ میلادی استاد معماری در آکادمی دولتی هنرهای زیبا در اشتوتگارت بود. تریکس هوگل (۱۹۳۳ میلادی) مطالعات معماری خود را در اِ‌تی‌ها زوریخ زیر نظر ورنر ماکس موزر و ژاک شادر به پایان رساند. او تا سال ۲۰۰۲ میلادی دانشیار معماری در اِ‌تی‌ها زوریخ بود.

## نمایشگاه‌ها
از زمان تأسیس مؤسسه طراحی عمومی خود در سال ۱۹۶۷ میلادی، آن‌ها نمایشگاه‌های انفرادی متعددی از جمله نمایش در مؤسسه هنرهای معاصر کی‌دبلیو، برلین، موزۀ طراحی، زوریخ، و کونستهاوس برگنز، اتریش و ناتینگهام معاصر در بریتانیا داشته‌اند. در سال ۲۰۱۱ میلادی، آن‌ها در نمایشگاه وی‌اند‌ای، با عنوان: «پسامدرنیسم: سبک و براندازی ۱۹۹۰–۱۹۷۰ میلادی» که از لندن تا زوریخ تور برگزار کرد، شرکت کردند. آثار آن‌ها در مجموعۀ عمومی موزۀ طراحی، زوریخ نگهداری می‌شود.
در سال ۲۰۱۳ میلادی، ادارۀ فدرال فرهنگ سوئیس به تریکس و روبرت هاوسمان جایزۀ بزرگ طراحی را اعطاء کرد.

## پروژه‌های منتخب
تریکس و روبرت هاوسمان با هم در پروژه‌های معماری و طراحی متعددی از جمله: بار دا کاپو، ایستگاه مرکزی، زوریخ، (۸۰–۱۹۷۹ میلادی)، شاپ‌ویل، ایستگاه مرکزی، زوریخ، بوتیک واینبرگ، زوریخ، بوتیک کورجس، زوریخ، بار کرونن‌هاله (تالار تاج)، زوریخ، بانک تجارت بادن، بادن، سوئیس، گالری هامبورگ، هامبورگ، آلمان و هتل پلازا، بازل، سوئیس، همکاری کرده‌اند.